# چای‌جوما
چای‌جوما (به ترکی استانبولی: Çaycuma) شهری است در کشور ترکیه که در استان زنگولداغ واقع شده‌است. جمعیت این شهر بر اساس سرشماری سال ۲۰۰۸ میلادی ۲۱٬۹۰۵ نفر و بر اساس برآوردهای سال ۲۰۰۹ میلادی ۲۲٬۵۵۱ نفر می‌باشد.